# Африканска маскирана сова
Африканската маскирана сова (Phodilus prigoginei) е вид птица от семейство Забулени сови (Tytonidae). Видът е застрашен от изчезване.

## Разпространение и местообитание
Разпространен е в Итомбве, Демократична република Конго.